# Augusto Gaudenzi
Augusto Gaudenzi (Bologna, 17 maggio 1858 – Modena, 25 marzo 1916) è stato uno storico e giurista italiano.

## Biografia
Storico del diritto e professore ordinario di storia del diritto italiano all'Università di Bologna, conseguì gli studi universitari presso il medesimo ateneo laureandosi, nel 1880, a pieni voti discutendo una tesi dal titolo Sui collegi degli artigiani in Roma, che in seguito verrà pubblicata su Archivio giuridico XXXII (1884).
Si dedicò allo studio della storia del diritto intermedio e del positivismo giuridico, per poi focalizzare le ricerche verso il diritto germanico pubblicando La misura delle composizioni nelle antiche leggi germaniche (Bologna 1883) e  La legge salica e gli altri diritti germanici (ibid. 1884). Negli anni seguenti, avvicinandosi al pensiero di Nino Tamassia, abbandonò la concezione germanistica prevalente nella storiografia italiana di diritto intermedio per sostenere la continuità del diritto romano.
Seguì corsi di perfezionamento in varie città, grazie ai quali scoprì preziosi manoscritti giuridici altomedievali, curandone poi anche l'edizione come: Un'antica compilazione di diritto romano e visigoto con alcuni framenti delle leggi di Eurico tratta da un manoscritto della biblioteca di Holkham (Bologna 1886), chiamata successivamente dagli studiosi Collezione Gaudenziana, o del manoscritto, conservato presso la Biblioteca Vallicelliana, contenente sei capitoli che egli pubblicò nella Rivista italiana per le scienze giuridiche con il titolo Tre nuovi frammenti dell'editto di Eurico (1888).
A seguito di queste scoperte e dello studio delle fonti, Gaudenti formulò un ambizioso progetto di edizione di testi giuridici inediti comprendente tre sezioni dedicate rispettivamente a opere dei glossatori, alle antiche collezioni canoniste, alle testimonianze della giurisprudenza romana nell'Alto Medioevo. 
Di questo lavoro solo la prima parte venne realizzata, ma negli stessi anni lo studio delle opere dei glossari, lo portarono a dedicarsi alla storia del Comune di Bologna e dello studio cittadino. 
Ne seguì l'incarico di socio e poi professore emerito della Regia Deputazione di storia patria per provincie di Romagna.
Si spense il 25 marzo del 1916 a Modena.

## Intitolazioni
Alla sua memoria e a quella di Guido Fassò è intitolato il Centro Interdipartimentale di Ricerca in Storia del Diritto, Filosofia e Sociologia del Diritto e Informatica Giuridica (CIRSFID) dell’Università di Bologna, istituito nel 1986.

## Opere
- Statuti del popolo di Bologna del secolo XIII, vol. 6, Bologna, fratelli Merlani, 1888.